# Christian Gepp
Christian Gepp (* 9. Mai 1972 in Wien) ist ein österreichischer Politiker (ÖVP), seit 13. April 2010 Bürgermeister der Stadtgemeinde Korneuburg und seit 22. März 2018 Abgeordneter zum Landtag von Niederösterreich.

## Ausbildung
Gepp besuchte die Volksschule Korneuburg, die Unterstufe im Gymnasium Stockerau und wechselte in die HASCH Korneuburg. Er absolvierte den Lehrgang für Werbung und Verkauf an der Wirtschaftsuniversität Wien und schloss ein Masterstudium ab.

## Politische Laufbahn
Politisch engagierte sich Gepp in der Jungen ÖVP und war unter anderem Stadtobmann der Jungen ÖVP und Bezirksobmann. Christian Gepp wurde 1995 Landesgeschäftsführer der Jungen ÖVP NÖ. Von 1996 bis 2010 war er Bezirksgeschäftsführer der Volkspartei Niederösterreich. Gepp gehört dem Gemeinderat in Korneuburg seit 1997 an und wurde 2000 Vizebürgermeister mit dem Aufgabenbereich Friedhof und Denkmalpflege sowie Vorsitzender des Stadtentwicklungsfonds. Am 14. März 2010 erzielt die ÖVP ein Gemeinderatsergebnis von 47,56 % und stellt den Bürgermeister.
Seit 13. April 2010 ist Christian Gepp Bürgermeister der Stadtgemeinde Korneuburg und damit der erste ÖVP Bürgermeister seit 65 Jahren.
Ehrenamtlich leitete er die Kinderwelt Niederösterreich als Landesobmann und bekleidete auch die Funktion als Bundesobmannstellvertreter der österreichischen Kinderwelt. Er ist Vorstand der Kinderwelt Korneuburg.
Am 22. März 2018 wurde er in der konstituierenden Landtagssitzung der XIX. Gesetzgebungsperiode als Abgeordneter zum Landtag von Niederösterreich angelobt.

## Privates
Christian Gepp lebt in Korneuburg, ist seit 2000 verheiratet und Vater einer Tochter.